# Pep Sala
Josep Sala i Bellavista, conegut com a Pep Sala (Vic, 17 de juliol de 1960), ha estat un dels músics més influents dels darrers anys en l'àmbit de la música catalana. Pianista, guitarrista, compositor, arranjador, lletrista i productor, ha estat protagonista musical a Catalunya com a líder de les bandes Sau (juntament amb Carles Sabater), Pep Sala & La Banda del Bar, i en solitari sota el nom artístic de Pep Sala. Amb aquests grups ha realitzat gravacions de discs, gires i concerts arreu de Catalunya, així com a Espanya, Europa i els Estats Units.
A mitjans de l'any 1985, funda l'Aula d'Estudis Musicals de Vic (AEM), on coneix Carles Sabater, i la seva complicitat els porta a crear un grup anomenat Sau l'any següent.
La combinació del talent musical de Pep Sala i el carisma i el geni escènic de Carles Sabater faria que, amb només 3 anys d'existència, Sau aconseguís milers de seguidors. El grup va donar a conèixer el seu primer treball ("No puc deixar de fumar") el 1988. El 1991 es convertí en un dels grups de referència musical a Catalunya, arribant a vendre més de 150.000 còpies d'alguns dels seus discs i participant en un concert al Palau Sant Jordi de Barcelona (amb Sopa de Cabra, Els Pets i Sangtraït) que va batre el rècord d'assistència europeu en un local tancat (22.104 assistents). Amb el grup Sau, Pep Sala publica 10 àlbums i realitza concerts i gires per Catalunya, Espanya i Europa.
Durant els anys sabàtics que es va prendre Sau, perquè Carles Sabater pogués combinar la feina de músic amb la d'actor, Pep Sala va crear Pep Sala & La Banda del Bar (1993), grup amb què va publicar tres discs.
Tres dies després de la mort sobtada de Carles Sabater, el febrer de 1999, Pep Sala anuncia en roda de premsa que el grup deixa d'existir.
Des d'aleshores, ha continuat la seva carrera musical sota el nom artístic de Pep Sala. Ha editat 13 discs, 27 en total, si comptem el publicats amb Sau i Pep Sala & La banda del Bar.
Entre totes les seves facetes, destaca la d'autor. Pep Sala és compositor i colletrista de totes les cançons de Sau, Pep Sala & La Banda del Bar i les seves pròpies. Amb més de 500 obres registrades, les seves cançons han estat interpretades per nombrosos grups i artistes, com Shakira, Marillion, Dyango, Josep Carreras, Luz Casal, Dale Watson, Kathy Chiavola, Sergio Dalma o Carlos Tarque.
Ha produït també àlbums per a nombrosos grups a Catalunya, ha escrit cançons per a altres artistes i ha compost temes per a bandes sonores de pel·lícules i obres teatrals, entre d'altres.
Tant a l'estudi, com en directe, ha tingut l'oportunitat de treballar al costat de personalitats de la música com Robbie Robertson, Pino Palladino, Arran Ahmun, Steve Hogarth, Phil Manzanera, Luz Casal, Sergio Dalma i Joan Manel Serrat.
Des del 1998 disposa d'un estudi de gravació propi (L'Indi Studios) i, des del 2004, també d'un segell discogràfic (L'Indi Music).

## Discografia

### Amb Sau
- No puc deixar de fumar (1987)
- Per la porta de servei (1988)
- Quina nit (1990)
- El més gran dels pecadors (1991)
- Concert de mitjanit (1992)
- Junts de nou per primer cop (1994)
- Cançons perdudes, rareses, remescles (1995)
- Set (1996)
- Bàsic (1996)
- Amb la lluna a l'esquena (1998)

D'altra banda, col·laboraren en els discos: Com un huracà (homenatge a Neil Young), al directe de la Companyia Elèctrica Dharma al Palau Sant Jordi amb motiu de la celebració dels seus 20 anys, i al disc Serrat eres único, versionant la cançó Pare. Sabater i Sala també posaren veus a discos de Pau Riba, Ia & Batiste i Enric Hernáez.

### Amb Pep Sala & La Banda del Bar
- Fins que calgui (1993)
- Paranys de la memòria: Volum 1. Mardi Gras. Volum 2. Històries d'Old John (1997)

### Amb Pep Sala
- Nascuts en la boira (2000)
- Carpe Diem (2001)
- Una nit amb l'orquestra (2003)
- Crítica de la raó pura (2004)
- Concert de la raó pura (Edició limitada) (2005)
- Un petit moment de dubte (2006)
- Manual teòric i pràctic sobre el pas del temps (2008)
- Anatomia de la relativitat (2009)
- h + Pep Sala (2010)
- PS (2015)
- Ops! Mireu què he fet (2016)

### Altres
- Concert homenatge a Carles Sabater (1999)
- Un grapat de cançons per si mai et fan falta (2000)
- Cants de Pau (2006)